# Estat multinacional
El concepte d'estat multinacional fa referència a una idea política segons la qual un estat pot estar compost per diferents grups ètnics, culturals o nacionals que tenen drets i obligacions dins l'estat i que es reconeixen com a parts iguals del mateix. Això pot incloure diferents llengües oficials, sistemes educatius o lleis que són adaptades a les necessitats de cada grup ètnic o nacional dins l'estat. L'objectiu de l'estat multinacional és promoure la coexistència pacífica i el respecte entre diferents grups dins d'un mateix estat, i evitar conflictes basats en la identitat ètnica o nacional.
La majoria d'aquests estats solen concloure les disputes amb una opció dins d'un xicotet conjunt:
- una federació que delega a cada nació algunes competències dins de l'estat, com el cas del Canadà, Suïssa, Rússia, Índia, Nigèria com a Estats Autònoms; Bolívia, Equador, Bèlgica, Espanya, Xina, Nicaragua com a Regions Autònomes; Guyana, Finlàndia, Macedònia del Nord com a Municipis Autònoms; Colòmbia, Veneçuela, Mèxic com a Localitats Autònomes. Aquest tipus d'Estat és conegut sovint com a Federació Multicultural.
- secessió d'una nació dins del estat, com la partició amistosa de Txecoslovàquia en Eslovàquia i la República Txeca.
- guerra civil que condueix a una secessió, federació o un nou equilibri de poder que situa a una de les nacionalitats subordinada a una altra, cas de la guerra entre hutus i tutsis a mitjan dècada dels 90 en Ruanda.

La llengua és una qüestió important en quasi totes les divergències culturals i polítiques. La colonització ha derivat en molts estats multiculturals, incloent els Estats Units, Canadà, Mèxic i quasi tots els de Sud-amèrica. Haití i la República Dominicana comparteixen l'illa de L'Espanyola i parlen idiomes diferents, sent una illa binacional --una illa amb dos estats, com Xipre, encara que un dels estats allí presents no està reconegut per cap altre país que Turquia.
Un estat multinacional requereix un gran esforç per a mantenir-se unit. L'èxit o el fracàs dependran de la creació d'una societat multiètnica. Hi ha no obstant això pressions militars i econòmiques externes que poden originar la distinció d'un grup social dins d'un estat. Així doncs, un estat multinacional no sempre implica una societat multiètnica. Hi ha diversos pobles o nacions units per una altra cosa que per l'ètnia, com per exemple la religió. Hi ha també nacions que no tenen cap estat, o que estan dividides en diversos estats, com els kurds, poc integrats en diverses societats feblement multiètniques, alguns dels quals, com l'Iraq o Turquia, poden denominar-se estats multinacionals.